# Obrium schwarzeri
Obrium schwarzeri là một loài bọ cánh cứng trong họ Cerambycidae.